# Erazem
Erazem je moško osebno ime.

## Izvor imena
Ime Erazem izhaja iz latinskega mena Erasmus, to pa iz grškega pridevnika ερασμoς (erasmos) v pomenu besede »ljubek, ljubezniv, mičen« ali ερασμιoς (erasmios) »prijeten, dobrodošel, zaželen«.

## Tujejezikovne različice imena
- pri Dancih, Fincih, Norvežanih, Švedih: Rasmus
- pri Italijani: Erasmo
- pri Nemcih: Erasmus

## Pogostost imena
Po podatkih Statističnega urada Republike Slovenije je bilo na dan 31. decembra 2007 v Sloveniji število moških oseb z imenom Erazem: 154.

## Osebni praznik
V koledarju je ime Erazem zapisano 2. junija (sveti Erazem, škof in mučenec, † 2. jun. 303).

## Zanimivosti
- Najbolj znan evropski Erazem je bil nizozemski humanist Erazem Rotterdamski.
- Iz slovenske zgodovine pa je znan Erazem Predjamski, vitez iz gradu Predjama.

## Priimki nastali iz imena
Iz imena Erazem so nastali sledeči priimki: Erazem, Oraš, Oraž, Oražè, Orož, Rože, Rožej, Režè, Režek, Režun, Rožič, Rožman, Oražen, Orožim, Rožem, Oražen, Oražem in drugi.